# Ladenburg
Cet article concerne la ville d'Allemagne. Pour le chimiste, voir Albert Ladenburg.
Ladenburg est une ville de Bade-Wurtemberg (Allemagne), située dans l'arrondissement de Rhin-Neckar, dans l'aire urbaine Rhin-Neckar, dans le district de Karlsruhe. Son centre, bâti au Moyen Âge, en fait une des plus vieilles cités d'Allemagne.

## Situation
Les grandes villes les plus proches sont Heidelberg qui est située dans le sud à 11 km environ et Mannheim qui est dans le Nord-Ouest.
Les communes voisines sont à l'ouest Ilvesheim, au Nord Heddesheim, dans le nord-est Leutershausen à proximité de l'Odenwald, et au Sud de Leuterhausen on trouve les communes de la Bergstraße Schriesheim à l'Est et Dossenheim dans le Sud-Est. Le Neckar sépare Ladenburg de Edingen-Neckarhausen.

## Histoire
Les premières installations se sont faites entre -3000 et -200. Ladenburg était alors connue sous le nom celtique « Lokudunom » (Château du Lac) puis « Lopodunum ».
Ladenburg a été un chef-lieu romain nommé Civitas Ulpia Sueborum Nicrensium. En l'année 98, le droit de ville libre a été donné à l'agglomération sous l'empereur Trajan.
Plus tard Ladenburg est devenue la cour du roi de Franconie et la résidence des évêques de Worms.
Le Combat de Ladenburg est une bataille militaire qui opposa les troupes françaises de Louis XIV aux armées allemandes, du 3 au 5 juillet 1674.
À l'époque moderne, Ladenburg est dépassée par Mannheim et Heidelberg et elle est devenue une petite ville provinciale.

## Lieux
- Musée automobile Carl Benz
- Bertha Benz Memorial Route (Mannheim-Ladenburg-Pforzheim-Mannheim)
- Cimetière juif de Ladenburg

## Personnalités liées à Ladenburg
- Le sculpteur Hans-Michael Kissel (1942-) vit et travaille à Ladenburg, où sont présentes plusieurs de ses œuvres, en particulier Blätterphantasie (2002), ou Croix de la crypte de l'église St-Gallus (2009).